# 集集軍史公園
集集軍史公園，是位於臺灣南投縣集集鎮，展示中華民國國軍三軍退役裝備的歷史公園。

## 沿革
軍史公園最初為1999年九二一大地震後，集集鎮公所為復甦在地地方旅遊資源及觀光事業，經當時台灣省政府及國防部等協助下所成立，完工後則成為南投縣首座具規模展示國軍除役武器的公園。
2022年，因現有空間規畫不佳，集集鎮公所提出「軍史公園地景環境改善計畫」獲內政部營建署補助進行修復工程。

## 展示物件
該公園佔地約2300坪，目前展示了多數退役軍事設備，包括F-104星式戰鬥機、C-119運輸機、M41轻型坦克、M18驅逐戰車、M48巴頓坦克、勝利女神飛彈、海軍陸戰隊LVT兩棲登陸艇、海軍艦艇尾桿雷達塔、及桅桿、車葉、錨及榴彈砲等設施。
最初因缺乏相關技術及材料，導致園區內部展示物維護狀況脆弱等問題。後在2022年的修復工程，部分戰車展品遷移至移到公園對面的步道。園內運輸機、戰鬥機、戰車則進行重新粉刷、更新解說牌等修正。

## 交通
從臺鐵集集車站以東步行即可到達公園。

## 外部連結
- 集集軍史公園-南投旅遊網 （页面存档备份，存于）
- 集集軍史公園-日月潭國家風景區 （页面存档备份，存于）
- 集集軍史公園-探訪集集 （页面存档备份，存于）